# Siphosturmia
Siphosturmia – rodzaj muchówek z rodziny rączycowatych (Tachinidae).

## Wybrane gatunki
- S. baccharis (Reinhard, 1922)[1]
- S. confusa Reinhard, 1931[1]
- S. maltana Reinhard, 1951[1]
- S. melampyga (Reinhard, 1931)[1]
- S. melitaeae (Coquillett, 1897)[1]
- S. oteroensis (Reinhard, 1934)[1]
- S. phyciodis (Coquillett, 1897)[1]
- S. rostrata (Coquillett, 1895)[1]